# Lizzie's Waterloo
Lizzie's Waterloo è un cortometraggio muto del 1919 diretto da Pat C. Hartigan (Pat Hartigan).

## Produzione
Il film fu prodotto dalla Nestor Film Company.

## Distribuzione
Distribuito dall'Universal Film Manufacturing Company, il film - un cortometraggio di una bobina - uscì nelle sale cinematografiche USA il 31 marzo 1919.